# Ghiacciaio Fergusson
Il ghiacciaio Fergusson è un ghiacciaio lungo circa 12 km situato sulla costa della regione settentrionale della Terra di Oates, in Antartide. In particolare, il ghiacciaio, il cui punto più alto si trova a circa 700 m s.l.m., fluisce verso nord-est partendo dalla parte centrale del versante orientale dei colli Wilson e scorrendo tra la cresta Feeney, a sud-est, e il picco Serba, a nord-ovest, fino a unire il proprio flusso a quello del ghiacciaio Noll.

## Storia
Il ghiacciaio Fergusson è stato così battezzato dai membri della squadra settentrionale della spedizione neozelandese di ricognizione antartica svolta nel periodo 1963-64 poiché in quell'area un aereo di Sir Bernard Fergusson, allora Governatore generale della Nuova Zelanda, che effettuo un sorvolo della squadra durante la sua visita in Antartide.